# Reinsberg (Germania)
Reinsberg è un comune di 3.221 abitanti della Sassonia, in Germania.
Appartiene al circondario (Landkreis) della Sassonia centrale (targa FG).